# ثماني (موسيقى)
الثماني (بالإنجليزية: Octet)‏ مصطلح يطلق في أغلب الأحوال علي أي عمل موسيقي يقوم ثمانية أشخاص بالاشتراك في تقديمه من خلال فرقة موسيقية.

## استخدامات المصطلح

### في الموسيقي الكلاسيكية
في هذا النوع من الموسيقي، أشهر الثمانيات التي كتبت كانت
- ثمانية بواسطة المؤلف الموسيقي فيلكس مندلسون وكانت عبارة عن اثنين من رباعية الآلات الوترية.
- ثمانية بواسطة المؤلف الموسيقي فرانز شوبرت وكانت عبارة عن: الكلارينت، الكونترباص، البوق الفرنسي، الكمان، الفيولا، التشيللو والباص.

### في موسيقي الجاز
يطلق أيضا عادة في موسيقي الجاز علي عدد ثمانية أشخاص تشترك في أداء عزف موسيقي، واشهرها كانت ثمانيات الموسيقي ديفيد موراي.

### استخدامات آخري
- كما يطلق هذا اللفظ لوصف ثمانية أشياء تشكل في مجموعها وحدة معينة كما في علم الحاسبات والكيمياء.